# Rhipidia (Rhipidia) reductispina
Rhipidia (Rhipidia) reductispina is een tweevleugelige uit de familie steltmuggen (Limoniidae). De soort komt voor in het Palearctisch gebied.